# Pliu urogenital
Pliurile urogenitale (sau creste urogenitale, pliuri uretrale) reprezintă structuri embriologice din care se dezvoltă unele structuri ale organelor genitale externe.

## Omologie
- La femeie: pliurile urogenitale se dezvoltă în labiile mici (buzele vaginale interne). Pentru comparație, labiile mari se formează din pliurile labioscrotale.[3][4]
- La bărbat: pliurile urogenitale se dezvoltă în frenul prepuțului, rafeul penian și rafeul scrotal.

## Malformații
- Hipospadias - malformație înăscută în care orificiul urinar, la băieți, nu se formează în glandul penian, ci se deschide pe axul (rafeul) penisului.